# LATAM Cargo Brasil
LATAM Cargo Brasil (precedentemente TAM Cargo e ABSA Cargo Airline) è una compagnia aerea cargo con sede a Campinas, in Brasile, mentre il suo hub principale è l'aeroporto di Campinas-Viracopos.

## Storia
La compagnia aerea è stata fondata nel 1995 come Brasil Transair - Transportes Charter Turismo. Nel novembre 2001, LAN Airlines ha acquisito la maggioranza della società. Dal luglio 2012, a seguito dell'acquisizione di TAM Airlines da parte di LAN Airlines, la denominazione del vettore aereo è stata modificata in TAM Cargo; finché nel 2016, la società è stata rinominata in LATAM Cargo Brasil.

## Flotta

### Flotta attuale
A dicembre 2022 la flotta di LATAM Cargo Brasil è così composta:

### Flotta storica
LATAM Cargo Brasil operava in precedenza con i seguenti aeromobili: